# Calatrava (Negros Ocidental)
Calatrava é um município de  primeira classe de renda municipal (d) na província Negros Ocidental, nas Filipinas. De acordo com o censo de 1 de maio  de  2020 possui uma população de 82 540 pessoas e 20 709 domicílios.